# Barbara Martelińska

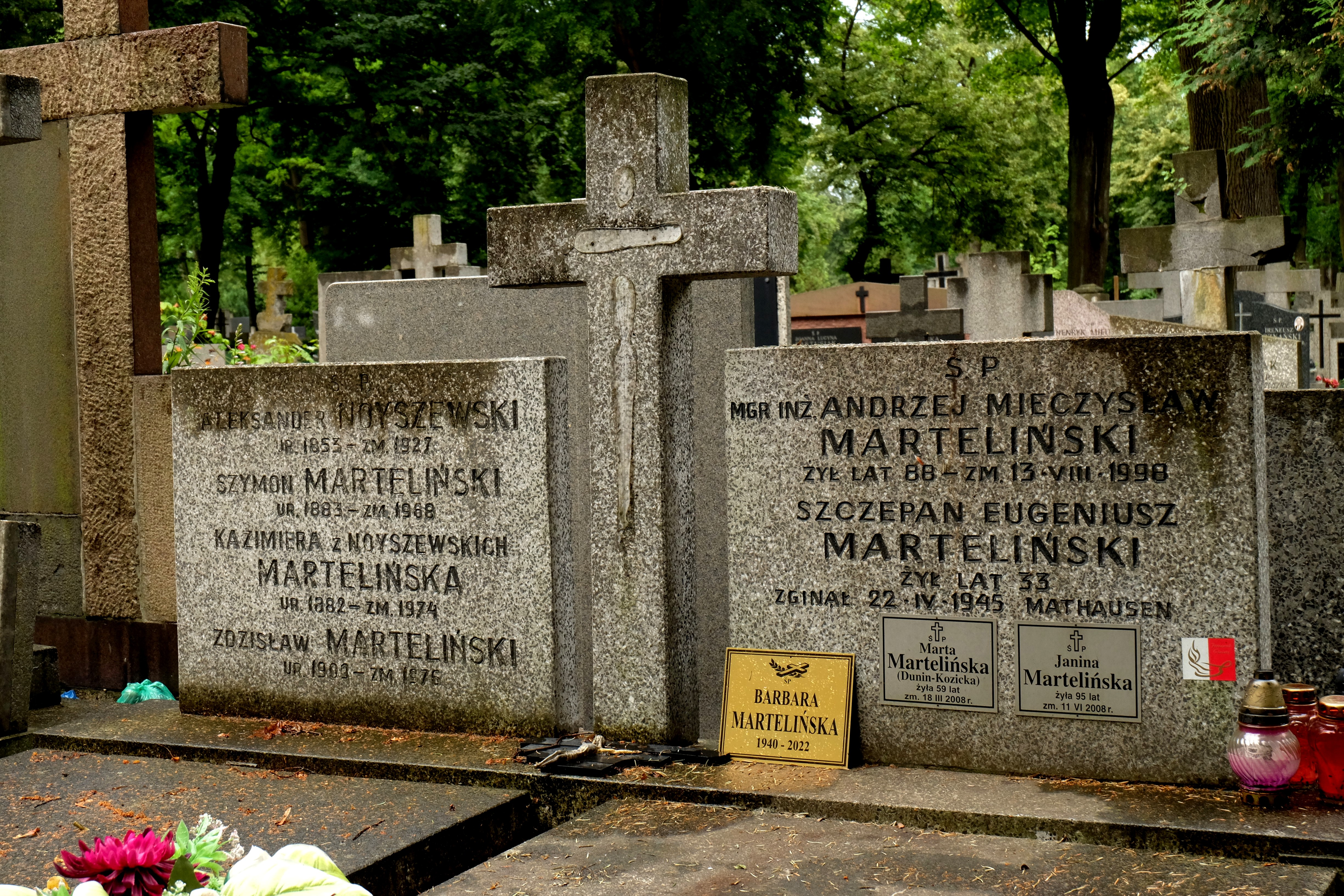
Grób piosenkarek Barbary i Marty Martelińskich na Cmentarzu Bródnowskim

Barbara Martelińska (ur. 28 grudnia 1940 w Wołominie, zm. 21 maja 2022 w Warszawie) – polska wokalistka jazzowa.
Była starszą córką nauczycielki Liceum Ekonomicznego w Wołominie (obecnie Zespół Szkół Ekonomicznych im. Stanisława Staszica). Jej młodszą siostrą była wokalistka Marta Martelińska (ur. 1949). Jako wokalistka jazzowa zadebiutowała w 1963 na Festiwalu Wykonawców Jazzowych Polski Południowej, gdzie zajęła III miejsce w kategorii solistów (I miejsca w konkursie nie przyznano). Później w 1964 wystąpiła na II Krajowym Festiwalu Piosenki Polskiej w Opolu (wraz z zespołem Ragtime Jazz Band). Następnie przez wiele lat związana była z Klubem Studenckim „Stodoła” i zespołami jazzowymi Hot Lips i Gold Washboard. W latach 1980–1981 była wokalistką zespołu Blues Fellows. Pochowana na cmentarzu Bródnowskim w Warszawie (kwatera 49A-6-13).